# 도요나카정 (가가와현)
도요나카정(일본어: 豊中町)은 일본 가가와현 미토요시에 존재하는 지구. 또 가가와군에 있던 정이다.

## 역사
- 1955년 3월 31일 - 모토야마촌, 가미타카노촌, 가사다촌, 히지다이촌, 구와야마촌이 합병해 도요나카촌이 되었다.
- 1957년 1월 1일 - 정으로 승격해 도요나카정이 되었다.
- 2006년 1월 1일 - 니오정, 다카세정, 야마모토정, 사이타정, 다쿠마정, 미노정이 합병해 미토요시가 되었다.

## 교통

### 철도
- 시코쿠 여객철도
  - 요산선

### 도로
- 다카마쓰 자동차도(일본어판)
- 국도 제11호선

## 참고 문헌
- 角川日本地名大辞典編纂委員会, 『角川日本地名大辞典 43 香川県』, 1985, 角川書店